# فاویو فرناندز
فاویو فرناندز (انگلیسی: Favio Fernández؛ زادهٔ ۲۵ ژوئیهٔ ۱۹۷۲) بازیکن سابق فوتبال و مربی بازنشسته اهل آرژانتین است. فرناندز در پست هافبک برای تعدادی از باشگاه‌ها در آرژانتین، اسپانیول در اسپانیا و دپورتیوو تاچیرا در ونزوئلا بازی کرد.